# エルザ (ライオン)
エルザ（Elsa the lioness、1956年1月頃 - 1961年1月24日）は、ケニア生まれのメスライオンである。生後数週間で母ライオンを失ったエルザは、現地の上級狩猟監視官を務めていたジョージ・アダムソン（1906年 - 1989年）とその妻で作家のジョイ・アダムソン（1910年 - 1980年）に家族同様に育てられていたが、やがて野生復帰の試みが実った。エルザとその生涯については、ジョイの著作及びそれを題材にした映画『野生のエルザ』（1974年にはテレビドラマ化された）によって広く知られている。エルザの子供たちを扱った『永遠のエルザ』も参照。

## 生涯
エルザには、2頭の姉妹ライオン「ビッグ・ワン」（Big One） と「ラスティカ」（Lustica）がいた。ジョージは狩猟監視の業務遂行中に、やむなく母ライオンを殺す事態に陥ったため、生後数週間で孤児となった3頭を保護して連れ帰ったのだった。エルザは3頭の子ライオンのうち、一番体が小さかったが、性質は勇敢で好奇心旺盛だった。ジョイは、その子ライオンが彼女の知人女性に似ていると思い、その女性の名にちなんで「エルザ」と呼ぶようになった。生後5ヶ月を過ぎた頃、ビッグ・ワンとラスティカはオランダのロッテルダム動物園（en:Diergaarde Blijdorp）に引き取られ、アダムソン家にはエルザのみが残った。
幼いころのエルザは、飼いならされたペットと同様にジョイの元で過ごした。エルザが最も信頼したジョイは、エルザとの関係をペットと同様だと看做していた。ジョイは断固として、エルザが野生で狩をして、そして独力で生き抜くための訓練を施した。ジョイの尽力は報われ、エルザは彼女の元を離れていった。
やがて3歳になったエルザは、アダムソン夫妻のもとに3頭の子ライオンを引き連れて訪れた。エルザは以前と同様に、夫妻に対して親愛の情を示した。夫妻はエルザの子ライオンに、オスの2頭はジェスパ（Jespah）、ゴパ（Gopa）、そしてメスにはリトル・エルザ（Little Elsa）と名づけた。エルザとその子供たちについては、ジョイが『野生のエルザ』（Born Free、1960年）に続いて発表した『永遠のエルザ（Living Free）』（1961年）に記述されている。
エルザは、ネコ属の動物がしばしば感染するマラリアに類似した性質を持つバベシア症が引き起こす感染症に罹患し、赤血球を破壊されて死んだ。エルザの遺骸は、メル国立公園（en:Meru National Park）内に埋葬された。
エルザの死後、遺された3頭の子ライオンはアダムソン夫妻を含めた全ての人間との接触を嫌うようになった。3頭は捕獲されて、ケニアの隣国タンガニーカ（現在のタンザニア）にあるセレンゲティに移送された。夫妻はたびたびセレンゲティを訪れた。最初のころは3頭に会うこともできたが、その後姿を見かけることもなくなった。それでも夫妻は、エルザの子供たちとその子孫がセレンゲティで生き抜いていることに期待を持っていた。 
エルザは、ジョイの著作『野生のエルザ』を始めとした三部作と『野生のエルザ』を原作にした同名の映画『野生のエルザ』（en:Born Free、1966年）で名を残すことになった。